# Pertevniyal Sultan
Valide Pertevniyal Sultan (în turcă otomană هال سلطان, transliterat: Pertev-Nihâl; n. 1812, Țara Românească, România – d. 5 februarie 1883, Beşiktaş⁠(d), Imperiul Otoman, Turcia) a fost soția sultanului otoman Mahmud al II-lea și mama sultanului Abdülaziz.

## Originea
Pertevniyal s-a născut într-o familie mixtă, tatăl ei fiind valah, iar mama sa făcând parte dintr-o familie de emigranți cerchezi. Pertevniyal s-a născut în anul 1812 în Țara Românescă, numele ei înainte de a se converti la islam fiind Tania-Hasna Catâru-Besîme (Kater-Besıme, în turcă). Pertevniyal, împreună cu sora sa, Hoșyar Kadın, au fost capturate de către un raid și aduse în piața de sclavi din Istanbul, de unde au fost cumpărate de eunucul-șef al haremului. Hoșyar s-a căsătorit ulterior cu İbrahim Pașa, general otoman al armatei egiptene, iar Pertevniyal a intrat în haremul sultanului Mahmud al II-lea.

## La curtea palatului

### Concubină a sultanului
Pentru că marea parte a vieții și-a petrecut-o în haremul din Palatul Topkapı, Pertevniyal a devenit una dintre femeile sultanului, primind titlul de ”Ikinci ikbal kadinefendi” (”cea de-a doua cadână Ikbal”). Deși își face apariția destul de târziu în harem, Pertevniyal este nevoită să locuiască cu numeroasele consoarte ale sultanului, fiind educată și crescută de cumnata sa, Saliha Sultan, fiica lui Valide Nakșidil Sultan. La palat se convertește la islam, primește o educație specială, excelează în arta broderiei și este atrasă de lingvistică, istorie, muzică și astrologie.

### Mamă a prințului și soție legală
La 8 februarie 1830, Pertevniyal dă naștere lui Șehzade Abdülaziz, moștenitor al tronului. Ea este promovată ca ”cea de-a cincea femeie” a sultanului. Tot în același an, sultanul Mahmud al II-lea se căsătorește cu Pertevniyal, din punct de vedere legal. Potrivit altor surse, Pertevniyal ar mai avea încă un fiu, Șehzade Nizameddin, dar există probbilitatea ca acesta să fi fost fiul unei alte concubine ale soțului ei, Tiriyal Kadın. Pertevniyal îl crește pe fiul ei la palatul Topkapı, aceasta asistând și la cursurille speciale de dezvoltare a prințului, sub îndrumarea unui Lala (învățător).
După moartea soțului ei la 1 iulie 1839, Pertevniyal rămâne la palat, deși pe tron urcă fiul lui Bezmiâlem Sultan, sultanul Abdülmedjid I. Succesiunea la tron funcționa după regula primului născut. Astfel, fiul lui Pertevniyal este închis în Kafes la vârsta de doar 9 ani. Deși, limitarea în această încăpere avea rolul de izolare a fraților sau a copiilor sultanului cu scopul de a preveni o rebeliune împotriva actualului sultan, Valide Bezmiâlem Sultan îi cere sultanului să o lase pe Pertevniyal în aceeași încăpere alături de prințul minor pentru a-l îngriji.

### Activități caritabile
În anul 1834, Pertevniyal își începe activitatea caritabilă și construiește o fântână publică lângă Piața Karagümrük Meydanı. Ordonă construirea fântânii fără acordul soțului ei, fapt care îl va surprinde pe acesta mai târziu. Salariul zilnic al lui Pertevniyal înainte de a deveni Valide Sultan (sultană-mamă) se estimează la 2000 aspri. Din economiile sale și cu sprijinul dotării Wafq, Pertevniyal susține construirea unei alte fântâni publice în anul 1856, lângă moscheea Ya Vedüd.

## Ca Valide Sultan
Pentru că firmanul de succesiune presupunea ca fratele sultanului să-i urmeze la tron, după moartea lui Abdulmedjid I la 25 iunie 1861, fiul lui Pertevniyal, sultanul Abdülaziz, urcă pe tronul fratelui său. Pe timp de noapte, Abdülaziz este eliberat din Kafes și condus de Kapudan Pașa și oamenii săi în fața consiliului de miniștri pentru a-l proclama ca padișah. Astfel, Pertevniyal Sultan devine Valide Sultan și își începe activitatea de conducătoare a haremului. Deoarece continuitatea Dinastiei Otomane era importantă, Pertevniyal dorește ca noul sultan să aibă moștenitori, deși sultanul precedent, a lăsat moștenitori pe viitorii sultani: Murad al V-lea, Abdulhamid al II-a, Mehmed al V-lea și Mehmed al VI-lea. Încă din perioada sa în Kafes, sultanul Abdülaziz s-a bucurat de multă libertate, având acces și la concubine. Pertevniyal însă, nu a fost de acord cu acest lucru, dar fiul ei a încălcat regula haremului, iar concubina sa, Dürrünev Kadinefendi, i-a născut un prinț, pe Șehzade Yusuf Izzeddin. Deși nașterea unui prinț înainte ca tatăl acestuia să devină padișah însemna restricționarea accesului la tronul otoman, Abdülaziz i-a oferit fiului său titlul de veliaht (prinț moștenitor). În ciuda titlului obținut și datorită criticilor pe care le-a primit din partea Clerului Musulman, prințul și-a curmat viața la 1 februarie 1916. 
Pentru că biroul sultanului nu se mai afla la palatul Topkapı, ci la noul Dolmbahçe, Pertevniyal a locuit alături de fiul ei, însă administrarea haremului necesita prezența sultanei-mamă la palatul Topkapı. Gura lumii critica decizia lui Valide Pertevniyal Sultan de exploatare a sclavelor din statele balcanice, deși exista un firman care a interzis ferm acest lucru. Cele 6 concubine ale sultanului Abdülaziz i-au născut în total 13 copii, fiecare dintre ele fiind alese de Pertevniyal Sultan pentru fiul ei.

### Influența în politică
După o lungă perioadă în care femeile nu s-au implicat efectiv în politică, Pertevniyal posedă o influență importantă asupra fiului ei. Deciziile lui Abdülaziz nu aveau loc fără părerea mamei sale care, încă din perioada soțului ei, se implica în treburile administrative și culturale ale statului, devenind un sfetnic onorabil pentru Mahmud al II-lea. Călătoria lui Abdülaziz în Bulgaria a fost una de scurtă durată, deoarece Pertevniyal a pregătit o scrisoare fiului ei în care îi cerea să se întoarcă imediat înapoi spre capitală, pentru că nu vedea cu ochi buni plecarea acestuia din palat. Alianța între Pertevniyal și Mahmud Nedim Pașa nu a fost una solidă, deoarece incompetența vizirului a creat un haos financiar în imperiu. 
Deseori, ședințele din Divan ale fiului ei, i-au permis lui Pertevniyal să acționeze în treburile administrative ale statului, împiedicând anumite revolte și activând din punct de vedere politic pentru solicitarea numirii unor noi funcții importante ale vizirilor sultanului, acest fapt creând păreri de nemulțumire a politicienilor împotriva influenței lui Pertevniyal asupra fiului său.

### Pertevniyal și lumea occidentală
Atracțiile lui Abdülaziz față de partea vestică a Europei, face ca pentru prima dată în istoria otomană, un sultan să călătorească în străinătate strict pentru plăcerea sa. În 1867, a fost la Paris la invitația lui Napoleon al III-lea ca să viziteze Marea Expoziție Universală. Totodată, Pertevniyal nu vedea cu ochi buni lumea occidentală, fiind o femeie musulmană religioasă care nu agrea influențele europene. Fiul ei însă, era contrariul, primit fiind de mai marii lumii occidentale pe teritoriul lor. De asemenea, Abdülaziz a fost primit de regina Victoria la Windsor, de regele Leopold la Bruxelles, de Wilhelm I de Koblenz, de Franz Joseph la Viena. După întoarcerea sa la Istanbul, sultanul a primit și el vizitele unor musafiri regali. În tot acest timp, Pertevniyal prefera să se refugieze la palatul Topkapı pe întreaga durată a șederii figurilor europene la palatul fiului ei. Lucrul acesta nu s-a întâmplat și în perioada în care Abdülaziz, în octombrie 1868, a acceptat vizita împărătesei Eugenia a Franței pe teritoriul otoman. Pentru că vizita unei femei străine la palatul fiului ei a înfuriat-o destul de tare pe Pertevniyal, aceasta îl obligă pe fiul ei să îi pregătească împărătesei o cameră la palatul Beylerbey, până unde Abdülaziz era nevoit să călătorească pe căile maritime pentru a o întâmpina pe împărăteasă. Deși traseul nu era foarte ușor până acest palat, Abdülaziz dorește să o răscumpere pe mama sa aducând-o pe împărăteasă chiar în haremul ei de la palatul Topkapı. Pertevniyal o întâmpină pe împărăteasă într-un mod nu tocmai plăcut, dar o plimbă pe aceasta prin curtea palatului deși nu comunică cu ea. Pentru ca fiul ei să nu se apropie prea mult de împărăteasă, Pertevniyal îl ține de braț pe toată durata promenadei. Cuvintele dulci ale împărătesei față de sultan îi displac lui Pertevniyal și o înfurie, fapt pentru care Pertevniyal o înghiontește și o pălmuiește peste obraz pe împărăteasă, provocând un incident internațional.

## Moscheea Valide Perteniyal Sultan
Pertevniyal Valide Sultan Camii, a fost construită în anul 1871 la ordinul sultanului Abdülaziz, pentru mama sa. Moscheea a fost proiectată de Hagop și Sarkis Baylan, care au combinat elemente de stil maur, turcesc, gotic, renascentist și de Empire francez într-un amestec strident. Türbe-le din marmură albă al lui Pertevniyal se află chiar în spatele moscheii. Moscheea este una imperială otomană și este situată în Aksaray, pe locul străvechiului Forum Bovis, un edificiu rococo. Construcția moscheii a durat aproape 3 ani, din 1869, până la sfârșitul anului 1871.

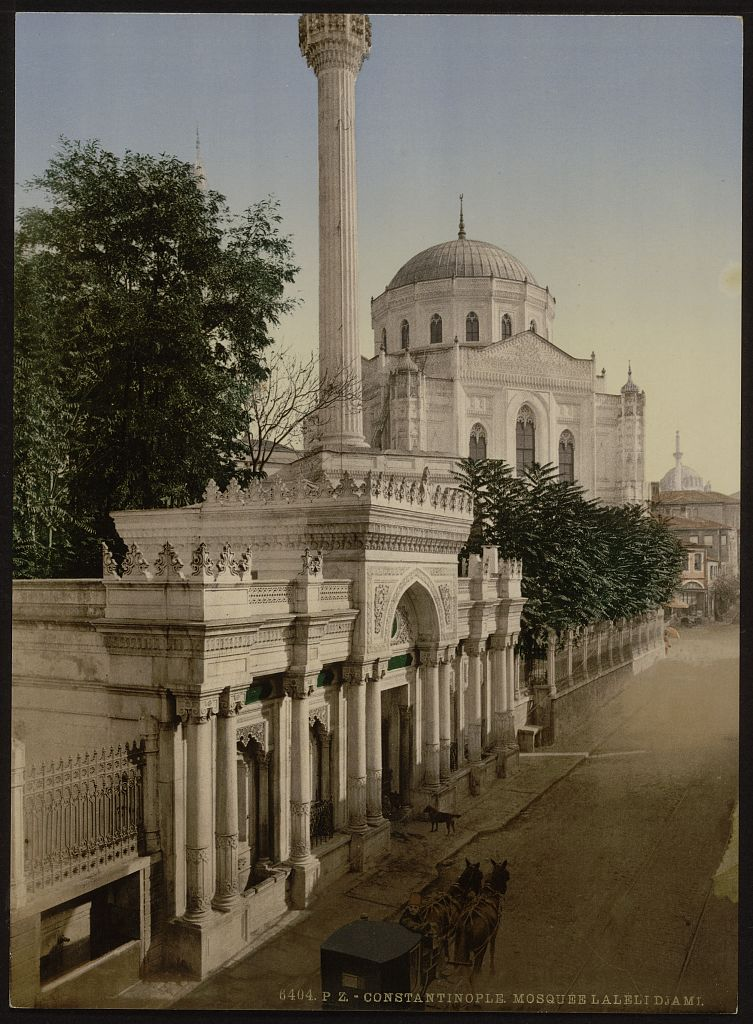
Moscheea Valide Pertevniyal Sultan, 1890-1900

Pertevniyal a continuat să se implice în actele caritabile, construind încă o fântână publică lângă Moscheea Yeni Valide Sultan, o școală care a fost construită în anul 1872 și care îi purta numele în trecut, iar astăzi poartă numele de Pertevniyal Lisesi.

## Moarte
Pertevniyal Sultan a murit la 5 februarie 1883, la vârsta de 70 de ani în Beșiktaș, palatul Ortaköy, Istanbul. Mormântul ei se află în moscheea Pertevniyal Valide Sultan.

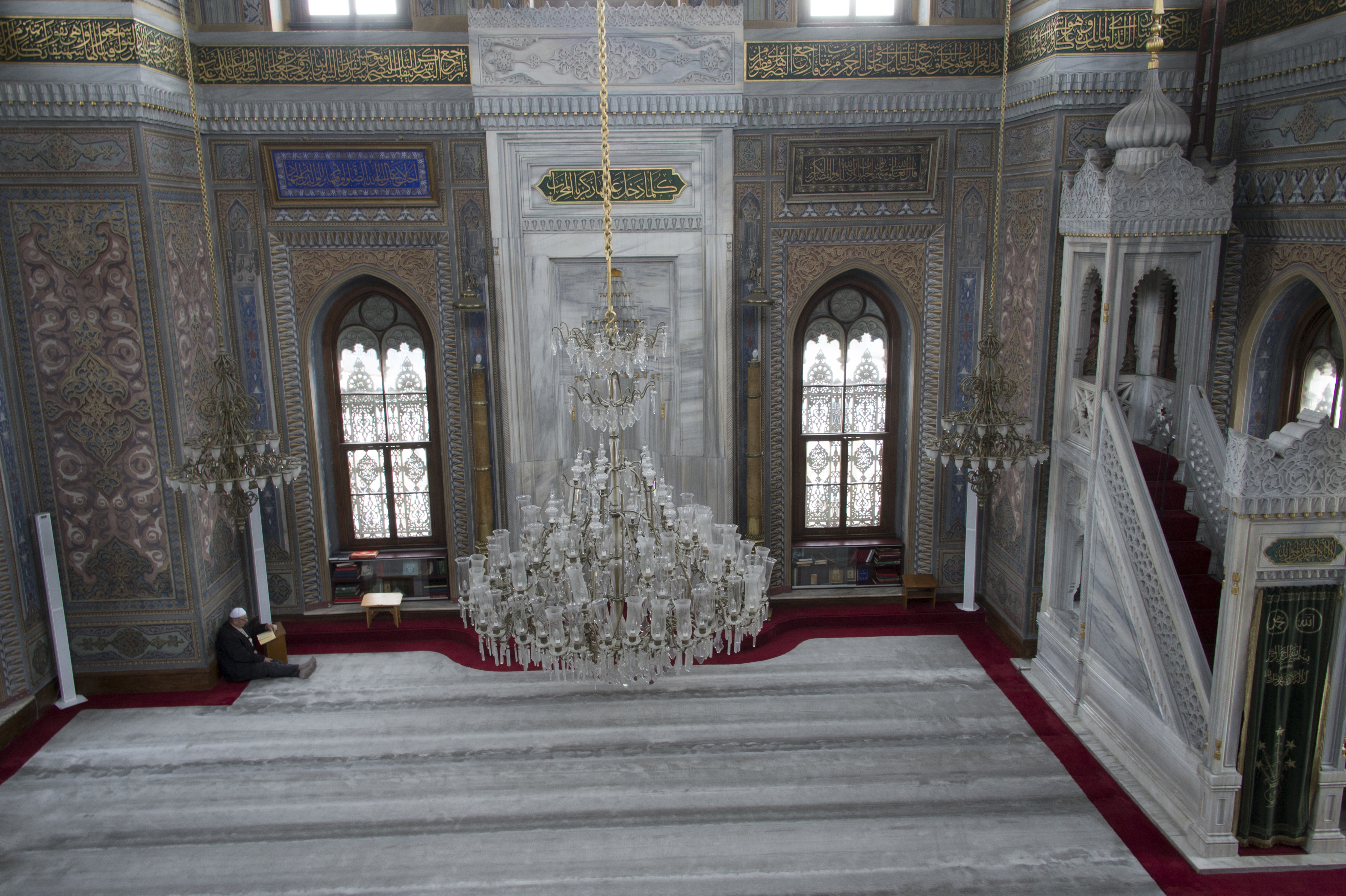
Interiorul moscheii Valide Pertevniyal Sultan

## În România
Potrivit https://pantheon.world/, Pertevniyal Sultan face parte din Lista Politicienilor Români, ocupând locul 44.
Potrivit https://pantheon.world/, Pertevniyal Sultan ocupă locul 114 în Cele mai populare biografii din România.